# فابین کانوبیو
فابین کانوبیو (انگلیسی: Fabián Canobbio؛ زادهٔ ۸ مارس ۱۹۸۰) بازیکن بازنشسته فوتبال اهل اروگوئه است که در پست هافبک تهاجمی بازی می‌کرد.
او که یک هافبک ماهر بود، بیشتر دوران حرفه‌ای خود را در اسپانیا گذراند و ۲۲۵ بازی برای سه باشگاه انجام داد.
وی همچنین در تیم‌های ملی فوتبال زیر ۲۰ سال اروگوئه و اروگوئه بازی کرده‌است.